# Zischkaia saundersii
Zischkaia saundersii är en fjärilsart som beskrevs av Butler 1866. Zischkaia saundersii ingår i släktet Zischkaia och familjen praktfjärilar. Inga underarter finns listade i Catalogue of Life.